# Missundaztood
Missundaztood (viết cách điệu thành M!ssundaztood) là album phòng thu thứ hai của ca sĩ kiêm sáng tác nhạc người Mỹ Pink, phát hành ngày 20 tháng 11 năm 2001 bởi Arista Records. Sau thành công của album đầu tay Can't Take Me Home (2000), Pink trở nên bất mãn khi không được tham gia vào quá trình sáng tạo album và được hãng đĩa quảng bá như một ca sĩ R&B da trắng. Cô muốn theo đuổi phong cách âm nhạc thô ráp hơn với cảm hứng từ nhạc rock và hợp tác với một loạt nhà sản xuất đã truyền cảm hứng đến nữ ca sĩ, như Linda Perry, Dallas Austin, Damon Elliott, Marti Frederiksen và Scott Storch. Đĩa nhạc còn kết hợp nhiều thể loại âm nhạc khác ngoài pop rock, bao gồm blues, metal, hip hop, new wave và disco. Được thu âm và thực hiện xuyên suốt năm 2001, Pink dựa trên những trải nghiệm và sự nhạy cảm của cô để đóng góp đáng kể vào quá trình sáng tác. Nội dung ca từ của Missundaztood đề cập đến những chủ đề nội tâm về sự bất an cá nhân, nỗi cô đơn, bản sắc cá nhân và những vấn đề gia đình. Ngoài ra, album cũng có sự tham gia góp giọng của Perry, Scratch, Steven Tyler và phần guitar của Richie Supa.
Ban đầu, Arista từ chối phát hành Missundaztood vì lo sợ rằng hướng đi mới của Pink sẽ không đạt được thành công, nhưng cô quyết định đấu tranh cho tầm nhìn của bản thân và cuối cùng đã thuyết phục được hãng đĩa rằng rủi ro là xứng đáng. Album nhận được những phản ứng tích cực từ các nhà phê bình âm nhạc, trong đó họ coi đây là một sự tiến bộ đáng so với đĩa nhạc đầu tay và là một bước đột phá nghệ thuật của nữ ca sĩ, đồng thời ca ngợi chiều sâu cảm xúc trong những sáng tác và sự pha trộn những phong cách âm nhạc của tác phẩm. Ngoài ra, Missundaztood còn nhận được hai đề cử giải Grammy tại lễ trao giải thường niên lần thứ 45, bao gồm Album giọng pop xuất sắc nhất. Đĩa nhạc cũng gặt hái những thành công lớn về mặt thương mại, đứng đầu bảng xếp hạng tại Ireland và lọt vào top 10 ở nhiều quốc gia khác, bao gồm vươn đến top 5 ở những thị trường lớn như Áo, Canada, Hà Lan, Đức, New Zealand, Na Uy và Vương quốc Anh. Album ra mắt ở vị trí thứ tám trên bảng xếp hạng Billboard 200 tại Hoa Kỳ với 220,000 bản và sau đó vươn đến vị trí thứ sáu, trở thành album đầu tiên của Pink vươn đến top 10 tại đây.
Bốn đĩa đơn đã được phát hành từ Missundaztood. "Get the Party Started" được chọn làm đĩa đơn mở đường và lọt vào top 10 ở hơn 20 quốc gia, đồng thời đạt vị trí thứ tư trên bảng xếp hạng Billboard Hot 100 và được đề cử giải Grammy ở hạng mục Trình diễn giọng pop nữ xuất sắc nhất. Những đĩa đơn tiếp theo "Don't Let Me Get Me", "Just Like a Pill" và "Family Portrait" cũng tiếp nối những thành công tương tự về mặt thương mại khi vươn đến top 10 ở nhiều thị trường lớn. Để quảng bá album, Pink trình diễn trên nhiều chương trình truyền hình và lễ trao giải lớn, như Good Morning America, Saturday Night Live, Today, giải thưởng âm nhạc Billboard năm 2001, giải Video âm nhạc của MTV năm 2002 và giải thưởng Âm nhạc MTV Châu Âu năm 2002, cũng như thực hiện chuyến lưu diễn Party Tour với 56 đêm diễn và đi qua bốn châu lục. Kể từ khi phát hành, Missundaztood được giới phê bình ghi nhận trong việc tạo nên sự khác biệt so với xu hướng âm nhạc lúc bấy giờ và thay đổi nhận thức về Pink dưới tư cách nghệ sĩ. Tính đến nay, album đã bán được hơn 12 triệu bản trên toàn cầu, trở thành một trong những album của nghệ sĩ nữ bán chạy nhất lịch sử.

## Danh sách bài hát
| Missundaztood – Phiên bản tiêu chuẩn | Missundaztood – Phiên bản tiêu chuẩn    | Missundaztood – Phiên bản tiêu chuẩn | Missundaztood – Phiên bản tiêu chuẩn | Missundaztood – Phiên bản tiêu chuẩn |
| STT                                  | Nhan đề                                 | Sáng tác                             | Sản xuất                             | Thời lượng                           |
| ------------------------------------ | --------------------------------------- | ------------------------------------ | ------------------------------------ | ------------------------------------ |
| 1.                                   | "Missundaztood"                         | Pink Linda Perry                     | Perry Damon Elliott                  | 3:36                                 |
| 2.                                   | "Don't Let Me Get Me"                   | Pink Dallas Austin                   | Austin                               | 3:30                                 |
| 3.                                   | "Just Like a Pill"                      | Pink Austin                          | Austin                               | 3:57                                 |
| 4.                                   | "Get the Party Started"                 | Perry                                | Perry                                | 3:11                                 |
| 5.                                   | "Respect" (hợp tác với Scratch)         | Pink Perry                           | Perry Elliott                        | 3:24                                 |
| 6.                                   | "18 Wheeler"                            | Pink Austin                          | Austin                               | 3:43                                 |
| 7.                                   | "Family Portrait"                       | Pink Scott Storch                    | Storch                               | 4:56                                 |
| 8.                                   | "Misery" (hợp tác với Steven Tyler)     | Richie Supa                          | Marti Frederiksen Supa               | 4:32                                 |
| 9.                                   | "Dear Diary"                            | Pink Perry                           | Perry                                | 3:29                                 |
| 10.                                  | "Eventually"                            | Pink Perry                           | Perry                                | 3:34                                 |
| 11.                                  | "Lonely Girl" (hợp tác với Linda Perry) | Perry                                | Perry                                | 4:20                                 |
| 12.                                  | "Numb"                                  | Pink Austin                          | Austin                               | 3:07                                 |
| 13.                                  | "Gone to California"                    | Pink Perry                           | Perry Elliott                        | 4:33                                 |
| 14.                                  | "My Vietnam"                            | Pink Perry                           | Perry Elliott                        | 5:19                                 |
| Tổng thời lượng:                     | Tổng thời lượng:                        | Tổng thời lượng:                     | Tổng thời lượng:                     | 55:20                                |

| Missundaztood – Phiên bản LP năm 2017 (bản nhạc bổ sung) | Missundaztood – Phiên bản LP năm 2017 (bản nhạc bổ sung) | Missundaztood – Phiên bản LP năm 2017 (bản nhạc bổ sung) | Missundaztood – Phiên bản LP năm 2017 (bản nhạc bổ sung) | Missundaztood – Phiên bản LP năm 2017 (bản nhạc bổ sung) |
| STT                                                      | Nhan đề                                                  | Sáng tác                                                 | Sản xuất                                                 | Thời lượng                                               |
| -------------------------------------------------------- | -------------------------------------------------------- | -------------------------------------------------------- | -------------------------------------------------------- | -------------------------------------------------------- |
| 15.                                                      | "Catch-22"                                               | Pink Perry                                               | Perry Elliott                                            | 3:51                                                     |
| Tổng thời lượng:                                         | Tổng thời lượng:                                         | Tổng thời lượng:                                         | Tổng thời lượng:                                         | 59:11                                                    |

| Missundaztood – Phiên bản cao cấp (DVD kèm theo) | Missundaztood – Phiên bản cao cấp (DVD kèm theo) | Missundaztood – Phiên bản cao cấp (DVD kèm theo) | Missundaztood – Phiên bản cao cấp (DVD kèm theo) |
| STT                                              | Nhan đề                                          | Sáng tác                                         | Thời lượng                                       |
| ------------------------------------------------ | ------------------------------------------------ | ------------------------------------------------ | ------------------------------------------------ |
| 1.                                               | "Family Portrait" (video ca nhạc)                | Pink Storch                                      | 4:02                                             |
| 2.                                               | "Don't Let Me Get Me" (video ca nhạc)            | Pink Austin                                      | 3:38                                             |
| 3.                                               | "Numb" (trực tiếp tại Scala, London)             | Pink Austin                                      | 3:21                                             |
| 4.                                               | "Family Portrait" (trực tiếp tại Scala, London)  | Pink Storch                                      | 5:30                                             |
| Tổng thời lượng:                                 | Tổng thời lượng:                                 | Tổng thời lượng:                                 | 16:31                                            |

| Missundaztood – Phiên bản quốc tế | Missundaztood – Phiên bản quốc tế       | Missundaztood – Phiên bản quốc tế | Missundaztood – Phiên bản quốc tế | Missundaztood – Phiên bản quốc tế |
| STT                               | Nhan đề                                 | Sáng tác                          | Sản xuất                          | Thời lượng                        |
| --------------------------------- | --------------------------------------- | --------------------------------- | --------------------------------- | --------------------------------- |
| 1.                                | "Get the Party Started"                 | Perry                             | Perry                             | 3:12                              |
| 2.                                | "18 Wheeler"                            | Pink Austin                       | Austin                            | 3:45                              |
| 3.                                | "Missundaztood"                         | Pink Perry                        | Perry Elliott                     | 3:36                              |
| 4.                                | "Dear Diary"                            | Pink Perry                        | Perry                             | 3:29                              |
| 5.                                | "Eventually"                            | Pink Perry                        | Perry                             | 3:34                              |
| 6.                                | "Numb"                                  | Pink Austin                       | Austin                            | 3:07                              |
| 7.                                | "Just Like a Pill"                      | Pink Austin                       | Austin                            | 3:56                              |
| 8.                                | "Family Portrait"                       | Pink Storch                       | Storch                            | 4:56                              |
| 9.                                | "Misery" (hợp tác với Steven Tyler)     | Supa                              | Frederiksen Supa                  | 4:31                              |
| 10.                               | "Respect" (hợp tác với Scratch)         | Pink Perry                        | Perry Elliott                     | 3:22                              |
| 11.                               | "Don't Let Me Get Me"                   | Pink Austin                       | Austin                            | 3:30                              |
| 12.                               | "Gone to California"                    | Pink Perry                        | Perry Elliott                     | 4:33                              |
| 13.                               | "Lonely Girl" (hợp tác với Linda Perry) | Perry                             | Perry                             | 4:20                              |
| 14.                               | "My Vietnam"                            | Pink Perry                        | Perry Elliott                     | 5:16                              |
| 15.                               | "Catch-22" (bản nhạc bổ sung)           | Pink Perry                        | Perry Elliott                     | 3:51                              |
| Tổng thời lượng:                  | Tổng thời lượng:                        | Tổng thời lượng:                  | Tổng thời lượng:                  | 58:58                             |

| Missundaztood – Phiên bản Remix Plus tại Nhật Bản và nhạc số mở rộng (bản nhạc bổ sung) | Missundaztood – Phiên bản Remix Plus tại Nhật Bản và nhạc số mở rộng (bản nhạc bổ sung) | Missundaztood – Phiên bản Remix Plus tại Nhật Bản và nhạc số mở rộng (bản nhạc bổ sung) | Missundaztood – Phiên bản Remix Plus tại Nhật Bản và nhạc số mở rộng (bản nhạc bổ sung) |
| STT                                                                                     | Nhan đề                                                                                 | Sáng tác                                                                                | Thời lượng                                                                              |
| --------------------------------------------------------------------------------------- | --------------------------------------------------------------------------------------- | --------------------------------------------------------------------------------------- | --------------------------------------------------------------------------------------- |
| 16.                                                                                     | "Get the Party Started" (trực tiếp tại Scala, London)                                   | Perry                                                                                   | 3:19                                                                                    |
| 17.                                                                                     | "Just Like a Pill" (Jacknife Lee Mix)                                                   | Pink Austin                                                                             | 3:47                                                                                    |
| 18.                                                                                     | "Don't Let Me Get Me" (Maurice's Nu Soul Mix)                                           | Pink Austin                                                                             | 6:06                                                                                    |
| Tổng thời lượng:                                                                        | Tổng thời lượng:                                                                        | Tổng thời lượng:                                                                        | 72:10                                                                                   |

## Xếp hạng
| Bảng xếp hạng (2001–2003)                | Vị trí cao nhất |
| ---------------------------------------- | --------------- |
| Album Úc (ARIA)                          | 14              |
| Album Áo (Ö3 Austria)                    | 4               |
| Album Bỉ (Ultratop Vlaanderen)           | 12              |
| Album Bỉ (Ultratop Wallonie)             | 26              |
| Album Canada (Billboard)                 | 5               |
| Album Đan Mạch (Hitlisten)               | 10              |
| Album Hà Lan (Album Top 100)             | 5               |
| Album Châu Âu (Music & Media)            | 5               |
| Album Phần Lan (Suomen virallinen lista) | 6               |
| Album Pháp (SNEP)                        | 17              |
| Album Đức (Offizielle Top 100)           | 5               |
| Album Hungaria (MAHASZ)                  | 14              |
| Album Iceland (Tónlist)                  | 5               |
| Album Ireland (IRMA)                     | 1               |
| Album Ý (FIMI)                           | 24              |
| Album Nhật Bản (Oricon)                  | 40              |
| Album New Zealand (RMNZ)                 | 4               |
| Album Na Uy (VG-lista)                   | 4               |
| Album Ba Lan (ZPAV)                      | 18              |
| Album Scotland (OCC)                     | 2               |
| Album Thụy Điển (Sverigetopplistan)      | 7               |
| Album Thụy Sĩ (Schweizer Hitparade)      | 7               |
| Album Anh Quốc (OCC)                     | 2               |
| Album Hoa Kỳ Billboard 200               | 6               |

| Bảng xếp hạng (2001)                    | Vị trí |
| --------------------------------------- | ------ |
| Album Canada (Nielsen SoundScan)        | 60     |
| Album Toàn cầu (IFPI)                   | 44     |
| Bảng xếp hạng (2002)                    | Vị trí |
| Album Úc (ARIA)                         | 21     |
| Album Áo (Ö3 Austria)                   | 11     |
| Album Bỉ (Ultratop Flanders)            | 21     |
| Album Bỉ (Ultratop Wallonia)            | 53     |
| Album Canada (Nielsen SoundScan)        | 10     |
| Album Đan Mạch (Hitlisten)              | 25     |
| Album Hà Lan (Album Top 100)            | 18     |
| Album Châu Âu (Music & Media)           | 7      |
| Album Phần Lan (Suomen viralinen lista) | 29     |
| Album Pháp (SNEP)                       | 98     |
| Album Đức (Offizielle Top 100)          | 10     |
| Album Ireland (IRMA)                    | 2      |
| Album New Zealand (RMNZ)                | 4      |
| Album Thụy Điển (Sverigetopplistan)     | 15     |
| Album Thụy Sĩ (Schweizer Hitparade)     | 11     |
| Album Anh Quốc (OCC)                    | 2      |
| Hoa Kỳ Billboard 200                    | 4      |
| Album Toàn cầu (IFPI)                   | 8      |
| Bảng xếp hạng (2003)                    | Vị trí |
| Album Úc (ARIA)                         | 86     |
| Album Áo (Ö3 Austria)                   | 49     |
| Album Bỉ (Ultratop Flanders)            | 82     |
| Album Bỉ (Ultratop Wallonia)            | 64     |
| Album Đan Mạch (Hitlisten)              | 82     |
| Album Hà Lan (Album Top 100)            | 39     |
| Album Pháp (SNEP)                       | 69     |
| Album Đức (Offizielle Top 100)          | 45     |
| Album New Zealand (RMNZ)                | 30     |
| Album Thụy Điển (Sverigetopplistan)     | 88     |
| Album Thụy Sĩ (Schweizer Hitparade)     | 79     |
| Album Anh Quốc (OCC)                    | 44     |
| Hoa Kỳ Billboard 200                    | 66     |
| Bảng xếp hạng (2009)                    | Vị trí |
| Album Úc (ARIA)                         | 46     |

| Bảng xếp hạng (2000–2009) | Vị trí |
| ------------------------- | ------ |
| Album Áo (Ö3 Austria)     | 27     |
| Album Anh Quốc (OCC)      | 38     |
| Hoa Kỳ Billboard 200      | 38     |

| Bảng xếp hạng                   | Vị trí |
| ------------------------------- | ------ |
| Album Ireland Nghệ sĩ Nữ (IRMA) | 23     |
| Hoa Kỳ Billboard 200            | 157    |
| Hoa Kỳ Billboard 200 (Nữ)       | 43     |

## Chứng nhận
| Quốc gia | Chứng nhận  | Số đơn vị/doanh số chứng nhận |
| --- | ----------- | ----------------------------- |
| Úc (ARIA) | 4× Bạch kim | 280.000^                      |
| Áo (IFPI Áo) | Bạch kim    | 40.000*                       |
| Bỉ (BEA) | Vàng        | 25.000*                       |
| Brasil (Pro-Música Brasil) | Vàng        | 50.000*                       |
| Canada (Music Canada) | 5× Bạch kim | 500.000^                      |
| Đan Mạch (IFPI Đan Mạch) | 3× Bạch kim | 60.000‡                       |
| Phần Lan (Musiikkituottajat) | Vàng        | 16,534                        |
| Pháp (SNEP) | 2× Vàng     | 200.000*                      |
| Đức (BVMI) | 2× Bạch kim | 1.000.000^                    |
| Hungary (Mahasz) | Vàng        | 3.000^                        |
| Nhật Bản (RIAJ) | Bạch kim    | 200.000^                      |
| Hà Lan (NVPI) | Bạch kim    | 80.000^                       |
| New Zealand (RMNZ) | 4× Bạch kim | 60.000^                       |
| Na Uy (IFPI) | Bạch kim    | 50.000*                       |
| Ba Lan (ZPAV) | Vàng        | 20.000*                       |
| Thụy Điển (GLF) | Bạch kim    | 80.000^                       |
| Thụy Sĩ (IFPI) | 2× Bạch kim | 80.000^                       |
| Anh Quốc (BPI) | 6× Bạch kim | 1,800,000^                    |
| Hoa Kỳ (RIAA) | 5× Bạch kim | 5.000.000^                    |
| Tổng hợp |             |                               |
| Châu Âu (IFPI) | 3× Bạch kim | 3.000.000*                    |
| Toàn cầu | —           | 12,000,000                    |
| * Chứng nhận dựa theo doanh số tiêu thụ. ^ Chứng nhận dựa theo doanh số nhập hàng. ‡ Chứng nhận dựa theo doanh số tiêu thụ và phát trực tuyến. |             |                               |